# Lycaenopsis hermarchus
Lycaenopsis hermarchus är en fjärilsart som beskrevs av Hans Fruhstorfer 1910. Lycaenopsis hermarchus ingår i släktet Lycaenopsis och familjen juvelvingar. Inga underarter finns listade i Catalogue of Life.